# Le Verre vide
Le Verre vide (vers 1652) est une huile sur panneau de bois du peintre hollandais Pieter de Hooch. C'est un exemple de l'Âge d'Or de la peinture néerlandaise, il fait partie de la collection du Musée Boijmans Van Beuningen de Rotterdam.

## Description
Cette peinture a été documentée comme étant une œuvre de Gabriel Metsu par Hofstede de Groot en 1908, qui a écrit : 

« 204b. Une femme tend un Verre de Vin à un officier. Sm. 85. Deux personnes sont des joueurs de cartes, tandis qu'un troisième les regarde. Panneau, 17 1/2 pouces par 14 pouces.  Décrit par Descamps (vol. ii.). Hendrik Verschuuring, La Haye, Le 17 septembre 1770, N ° 106. * C. van Heemskerck, La Haye, 18 novembre 1783, N ° 5 (82 florins) -- dit par Metsu ou dans sa manière »

— Hofstede de Groot, 1908,.
Cette scène est très similaire à d'autres peintures réalisées au cours de cette période par De Hooch :

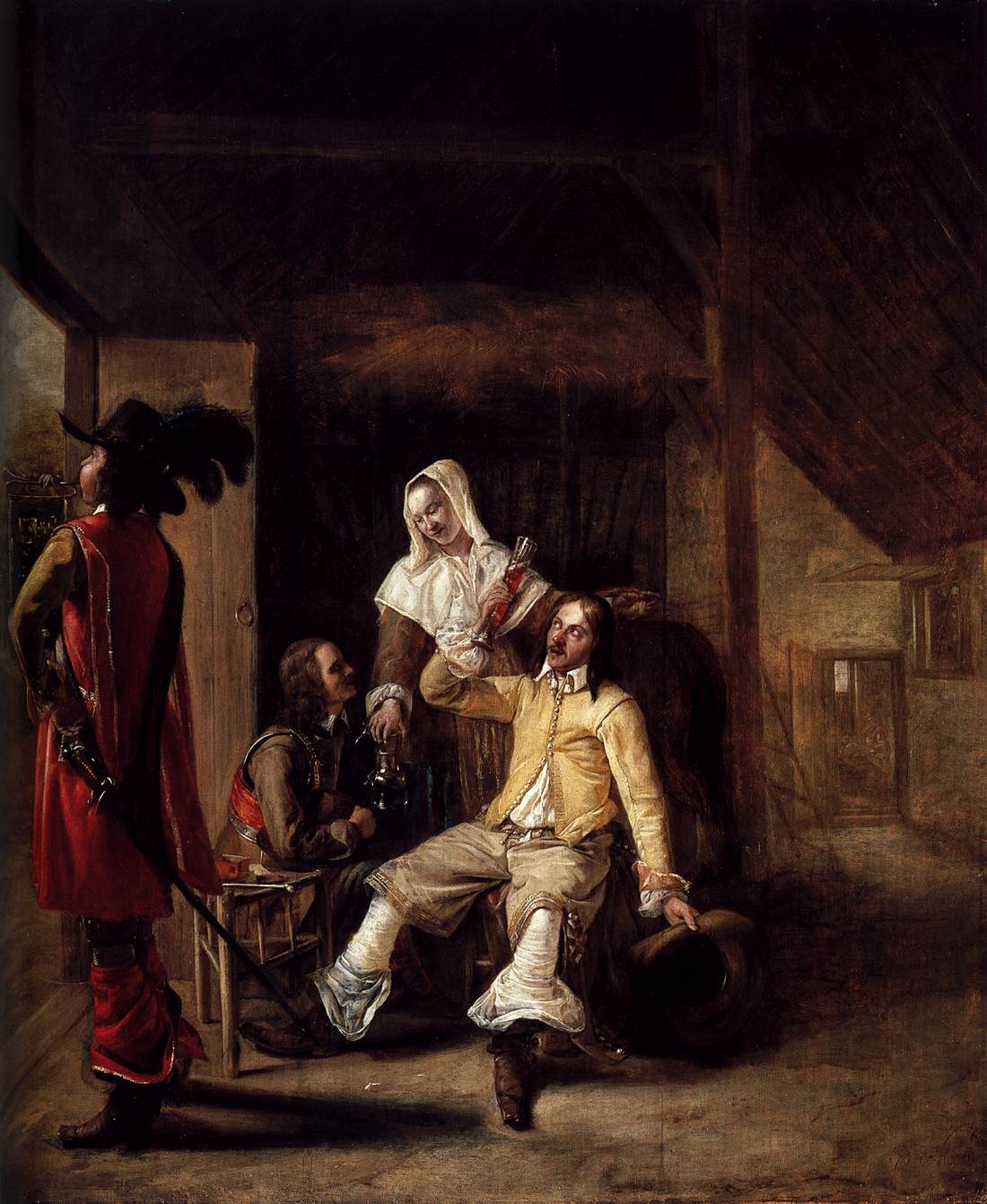
Deux Soldats et une Servante avec un trompettiste.
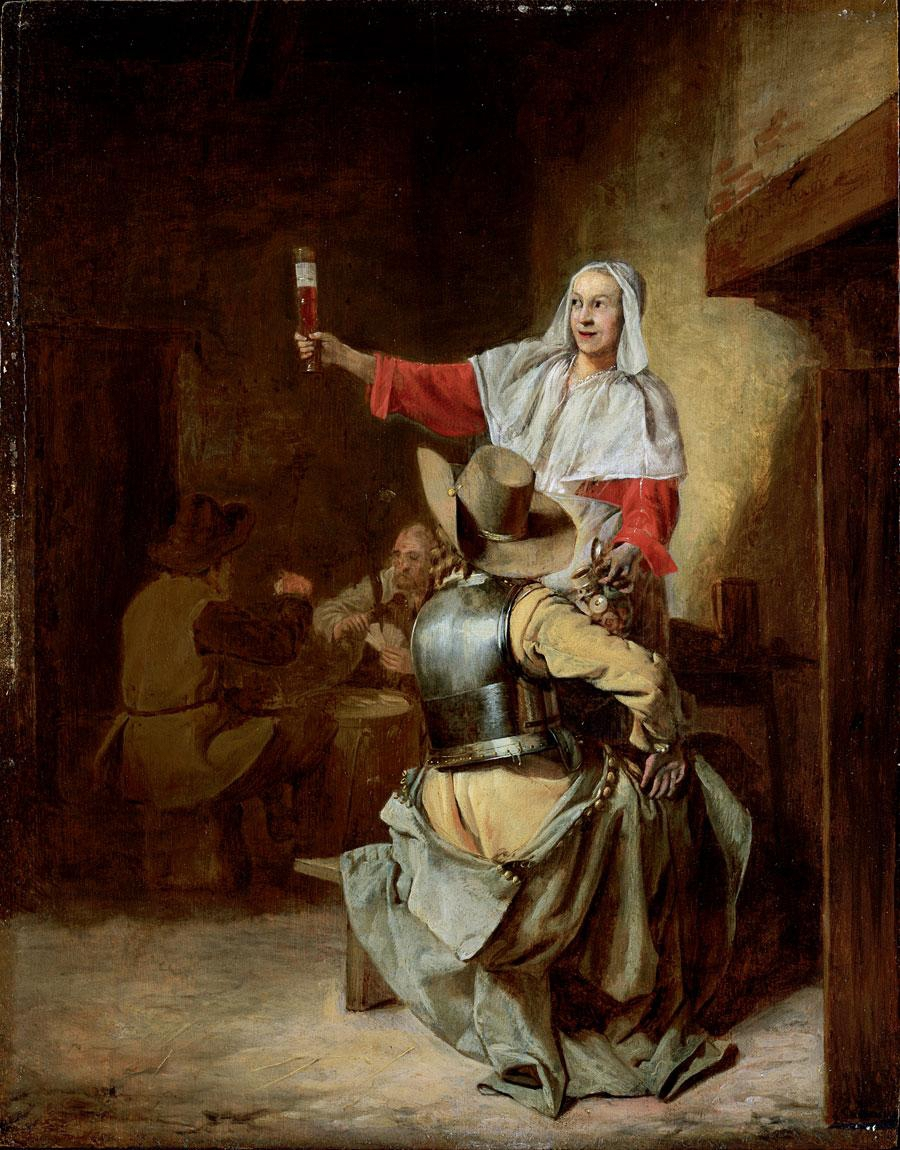
Compagnie de jeu de carte dans une taverne.